# Garešnica
Garešnica – miasto w środkowej Chorwacji, w żupanii bielowarsko-bilogorskiej, siedziba miasta Garešnica. W 2011 roku liczyła 3874 mieszkańców.

## Geografia
Garešnica położona jest o 17 km na północny wschód od Kutiny, na wysokości 130 m n.p.m., nad rzeką Garešnicą, dopływem Ilovy.
Miejscowa gospodarka oparta jest na przemyśle budowlanym, drukarskim, metalowym i tekstylnym. Przez miasto przebiega droga Kutina – Virovitica – Barcs (Węgry).

## Historia
Pierwsza historyczna wzmianka o Garešnicy pochodzi z 1257 roku. W 1578 roku znalazła się w granicach Slavonskiej krajiny, będącej części Pogranicza Wojskowego.
W 1871 roku stała się częścią Chorwacji i zaczęła się rozwijać gospodarczo. W 1910 roku uzyskała dostęp do sieci kolejowej i połączenie z Bjelovarem.